# Hoshyar Zebari

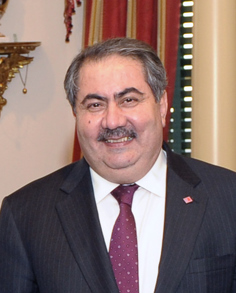
Hoschyar Zebari

Hoshyar Zebari oder Hoschjar Sebari (kurdisch هۆشيار محمود محمد زێبارى Hoşyar Mehmûd Mihemed Zêbarî; arabisch هوشيار محمود محمد زيباري Huschyār Maḥmūd Muḥammad Zēbārī; * 1953 in Akrê) ist ein irakisch-kurdischer Politiker. Er war von 2003 bis 2014 Außenminister des Irak und ist seit 2014 Finanzminister.

## Leben
Zebari kämpfte in den 1980er Jahren als Peschmerga gegen den irakischen Machthaber Saddam Hussein. Er ist der Onkel des amtierenden Präsidenten des Autonomen Region Kurdistan Masud Barzani. Er studierte Soziologie an der University of Essex in England. In den 1990er Jahren war er außenpolitischer Sprecher der Kurdischen Demokratischen Partei und repräsentierte sie in Großbritannien und den USA.
Zebari wurde am 1. Juni 2004 von Iyad Allawi im Einvernehmen mit dem anschließend aufgelösten irakischen Regierungsrat für die am 30. Juni 2004 angetretene irakische Übergangsregierung zum Außenminister ernannt.
In der von Ibrahim al-Dschafari geführten ersten frei gewählten irakischen Regierung seit Saddam Hussein hat Zebari wieder den Posten des Außenministers bekommen.
Am 17. Mai 2005 kam der Außenminister des Iran Kamal Charrazi in den Irak und traf sich mit Hoschyar Zebari. Sie veröffentlichten zusammen eine Erklärung, in der Saddam Hussein für den Iran-Irak-Krieg verantwortlich gemacht wird. Nachdem das Verhältnis des Irak zum Iran auch unter der irakischen Übergangsregierung von Iyad Allawi gespannt war, gilt dies als historischer Schritt zwischen den beiden Ländern.
Am 24. Mai bat Zebari die Vereinten Nationen um eine Verlängerung des Mandats für die US-geführten multinationalen Besatzungstruppen bis zur Wahl im Dezember 2005 oder bis der Irak selbst für seine Sicherheit sorgen könne.
Zebari war Teil einer hochrangigen Delegation, der auch der sunnitische Verteidigungsminister Saadun ad-Dulaimi angehörte, die den irakischen Ministerpräsidenten Ibrahim al-Dschafari am 16. Juli zu einem historischen Staatsbesuch im Iran begleitete. Dort wurde unter anderem die Bildung einer gemeinsamen Arbeitsgruppe für Sicherheit vereinbart.
Am 11. Juli 2014 trat er von seinem Amt als Außenminister des Irak zurück.